# كريستوف باسونس
كريستوف باسونس (بالفرنسية: Christophe Bassons)‏ مواليد 10 يونيو 1974 في فرنسا، هو دراج فرنسي سابق في صنف سباق الدراجات على الطريق.

## روابط خارجية
- كريستوف باسونس على موقع أرشيف الدراجات (الإنجليزية)
- كريستوف باسونس على موقع إحصائيات الدراجات الإحترافية (الإنجليزية)
- كريستوف باسونس على موقع نسبة الدراجات (الإنجليزية)
- كريستوف باسونس على موقع MTB Data (الإنجليزية)